# SCUM Manifesto

SCUM Manifesto (în engleză Society for Cutting Up Men) este un manifest radical feminist scris în anul 1967 de Valerie Solanas. În acest text, autoarea spune că bărbații au distrus lumea și este datoria femeilor să preia conducerea. Solanas propune crearea unei organizații care să răstoarne sistemele create de bărbați ( guvernele, sistemul bancar etc.) și să elimine sexul masculin.
Solanas a scris SCUM Manifesto între 1965 și 1967, l-a publicat singură în anul 1967 și l-a vândut pe străzile din New York. Prețul era de un dolar pentru femei și doi dolari pentru bărbați. În acel an a reușit să vândă 400 de copii. Abia un an mai târziu a fost publicat de către Olympia Press. Modul cum autoarea a analizat societatea i-a condus pe mulți să creadă că textul ar fi o parodie, dar alții au spus că aduce critici valide sistemului patriarhal. Deși publicația a scris că numele SCUM este doar un acronim pentru Society for Cutting Up Men, Solanes a spus deseori că neagă acest lucru și că nu este un acronim. Textul nu a fost foarte cunoscut până în momentul când Solanes nu l-a împușcat aproape mortal în 1968 pe directorul și producătorul Andy Warhol, denumit regele pop art-ului. După acest incident a fost arestată și diagnosticată cu schizofrenie paranoidă și internată la un spital de psihiatrie.

## Rezumat
În acest manifest autoarea începe prin a spune că trebuie eliminat sexul masculin și că trebuie să se folosească mijloacele medicale moderne de reproducere fără ajutorul bărbaților, pentru ca de acum să se nască doar femei. 
”Bărbatul este doar un accident biologic: gena Y ( masculină) este doar gena femină X incompletă și are un set incomplet de cromozomi. Cu alte cuvinte, bărbatul este o femeie incompletă.” 
Manifestul feminist al lui Solanas argumentează că bărbatul este o ființă inferioară și frustrată, care în adâncul ființei sale dorește să fie femeie. Fiind frustrat și neputând să se simtă împlinit prin ceea ce face, el s-a concentrat pe alte lucruri și este găsit răspunzător pentru:
- Război – bărbatul simte nevoie să se simtă ”bărbat” și pentru că nu are compasiune sau abilitatea de a empatiza, el preferă să rănească alți oameni sau pe el însuși
- Politețea și demnitatea – bărbatul nu vrea să își arate adevărata natură așa că preferă să se ascundă în spatele unui ”cod social”
- Bani, Căsătorie și prostituție, Muncă – banii nu au niciun rost, nu este niciun motiv să lucrezi pentru că toate muncile puteau fi automatizate de mult. Pentru a-și umple ”golul sufletesc” băbatul se va apropria de o femeie.
- Paternitatea și Problemele mentale ( teama, lașitatea, timiditatea, umilința, insecurtatea, pasivitatea)
- Suprimarea individualismului, animalismul și funcționalismul – bărbatul a relaționat cel mai mult cu mama sa și toată viața o să fie legat de ea. Nevoia sa cea mai mare este să fie ghidat și admirat. El reduce femeie la un animal deoarece vor să se simtă mai bine în pielea lor, deși ei sunt conștienți de individualismul feminin, însă nu îl înțeleg și îi sperie.
- Prevenirea vieții private – deși insistă că ține la spațiul privat, în realitate el vrea să fie mereu în compania femeilor, așa că vrea să le invadeze spațiul și să afle ce gândesc acestea.
- Izolarea, suburbiile – societatea noastră nu este o comunitate ci doar o colecție de unități de familii izolate. Bărbatul este speriat că femeia îl va părăsi dacă o va expune la o altă viață și la alți bărbați, așa că se vor izola în suburbii.
- Conformitatea – deși ar vrea să aibă o personalitate, bărbatul este speriat de ce ar avea în interiorul său.
- Autoritatea și Guvernul – ei nu au un sens asupra ceea ce este bine și rău, nu are conștiință, așa că a creat autoritățile – preoți, experți, șefi, lideri și Guverne.
- Filosofia, Religia și Moralitatea bazată pe sex – pentru că bărbatul realizează că este imposibil pentru el să se realizeze în această viață și să se simtă fericit, a inventat Raiul. Religia îi oferă un scop în viață și o folosește ca pe un mod de a șantaja o femeie să rămână lângă el.
- Competiția, prestigiul, Clasele Sociale – Bărbatul creează competiția entru că vrea să fie admirat de femei
- Arta și Cultura
- Sexualitatea – Pentru bărbatul sexul nu este parte a unei relații, este o experiență izolată. El se refugiază în asta și se bazează doar pe instinctele sale animalice.
- Plictiseala
- Cenzura, Suprimarea ideilor – el răspunde reflexiv la idei și nu le vede în ansamblu, așa că preferă să înlăture orice îi poate trezi instinctele.
- Urâțenia – a decorat orașele cu clădiri urâte, autostrăzi, mașini.
- Ura și violența
- Boala și moartea – oamenii de știință bărbați sunt terifiați de faptul că ar putea să descopere că bărbații sunt în esență femei, problemele de sănătate ar putea fi rezolvate în câțiva ani, dacă ar vrea.

Solanas spune că renunțarea la toate aceste instituții create de bărbați trebuie să facă parte din reformele SCUM. În primul rând trebuie renunțat la sistemul bancar, guvernul va cădea apoi automat, procesele automate vor înlocui oamenii care muncesc și lumea va deveni mai bună, pentru că apoi femeile se pot concentra pe lucrurile importante, iar sentimentele negative ar dispărea și ele.

## SCUM ca organizație
Într-un interviu pentru The Village Voice, Solanas a spus că nu există nicio organizație SCUM și că nu va exista niciodată. Ea și-a imaginat manifestul ca pe ”o stare de spirit” și că ”femeile care gândesc în acest fel fac parte din SCUM”. Solanas a organizat un ”forum public” la care au participat aproximativ 40 de persoane, majoritatea bărbați, pe care i-a caracterizat ca fiind ”ciudați” și ”masochiști”.

## Critici
Foarte mulți critici și jurnaliști au analizat manifestul lui Valerie Solanas. Majoritatea părereilor spun că este un ”program radical și că prezintă o ”viziune socială anarhică” și că majoritatea acuzațiilor aduse bărbaților nu sunt corecte. Unii critici au observat că Solanas și-a imaginat o lume doar a femeilor. La două zile după ce Solanas a încercat să îl asasineze pe Warhol, jurnaliștii de la Daily News au scris că aceasta ”și-a început cruciada pentru o lume a unui singur sex, fără bărbați”. Ea și-ar fi imaginat o lovitură revoluționară a femeilor, care să fie inspirate de acest Manifest.  Profesorul Ginetter Castro a spus că Manifestul este ”o cale feministă a violenței, care ajută isteria teroristă”.
Laura Winkiel, profesor la Universitatea din Colorado, spune că ”SCUM Manifesto parodiază sistemul patriarhal” și că este ”o glumă asupra discursului împotriva patriarhatului”. Un alt critic spune că manifestul este un text satiric: ”precum alte scrieri feministe, SCUM Manifesto reușește să politizeze femeile prin a ataca miturile masculine care sunt înrădăcinate în cultura populară Americană.”